# Арабхана (Кюрдамирский район)
Арабхана (азерб. Ərəbxana) —  село в Кюрдамирском районе Азербайджана, к югу от города Кюрдамир.

## Топонимика
Название села происходит от слов «араб» и «ханадан», что на иранских языках означает «дом» или «поколение».

## География
Расположено на Ширванской равнине, на левом берегу реки Кура, к югу от административного центра Кюрдамира.

## Население
Уроженцем села является Национальный Герой Азербайджана Забит Гулиев.
По данным на 1 января 1933 года в селе Арабхана Карамахмудлинского сельсовета Кюрдамирского района Азербайджанской ССР насчитывалось 555 человек (101 хозяйство), из них 283 мужчины и 272 женщины. Население всего Карамахмудлинского сельсовета (сёла Чолараб, Карамахмудлу, Халилли), на 83 % состояло из тюрков (азербайджанцев).
Согласно переписи 2009 года, в Арабхана проживало 982 человека. Основными занятиями населения являются бахчеводство и животноводство.